# ЖФК «Крылья Советов» в сезоне 2021
Сезон 2021 — 3-й сезон для «Крыльев Советов» (Самара) в чемпионате России.
12 марта на стадионе «Металлург» прошла официальная презентация женской футбольной команды в составе ПФК «Крылья Советов».
3 апреля на стадионе «Солидарность Арена» после матча «Крылья Советов»—"Текстильщик" состоялась публичная презентация женской команды «Крылья Советов». Команда заявляется в Кубок России и в первый дивизион (задача занять место не ниже второго, с прицелом на последующий выход в Суперлигу).
К финальному турниру женскую футбольную команду «Крылья Советов» пополнили Валерия Солодухина (МФК СГСПУ), Рузана Колоскова («Дончанка» Новошахтинск) и Полина Шатилова («Рубин» Казань)

## Состав команды
Заявка команды на сезон

|  | 1  | Вр  | Полина Котляева    | 22.07.2005 |  |  |  |  |
|  | 99 | Вр  | Алина Погосян      | 21.09.2003 |  |  |  |  |
|  |    |     |                    |            |  |  |  |  |
|  | 4  | Защ | Ксения Костина     | 02.08.2001 |  |  |  |  |
|  | 12 | Защ | Полина Гусарова    | 12.05.2004 |  |  |  |  |
|  | 13 | Защ | Мария Дурнова      | 13.12.2004 |  |  |  |  |
|  | 14 | Защ | Марина Дёгтева     | 10.06.2001 |  |  |  |  |
|  | 27 | Защ | Полина Гефко       | 27.02.2004 |  |  |  |  |
|  |    |     |                    |            |  |  |  |  |
|  | 5  | ПЗ  | Алина Лутфуллина   | 10.01.2000 |  |  |  |  |
|  | 15 | ПЗ  | Ирина Аверьянова   | 08.06.1997 |  |  |  |  |
|  | 17 | ПЗ  | София Иванова      | 12.03.2004 |  |  |  |  |
|  | 18 | ПЗ  | Алена Пономарёва   | 08.12.2004 |  |  |  |  |
|  | 19 | ПЗ  | Анастасия Романова | 14.10.2003 |  |  |  |  |
|  | 88 | ПЗ  | Сабина Казиева     | 06.11.2004 |  |  |  |  |

| № |    | Поз. | Имя                  | Год рождения |
| - | -- | ---- | -------------------- | ------------ |
|   | 7  | Нап  | Екатерина Никифорова | 01.08.2005   |
|   | 10 | Нап  | Юлия Рябова          | 09.06.2005   |
|   | 20 | Нап  | Валерия Рыбакова     | 23.01.2005   |
|   | 21 | Нап  | Мария Черепанова     | 20.09.1994   |
|   | 22 | Нап  | Виктория Соловова    | 22.10.2003   |
|   | 77 | Нап  | Анастасия Руднева    | 18.03.2003   |
|   |    |      | Дарья Васюхина       | 18.08.2006   |
|   |    |      | Екатерина Дианова    | 14.12.2006   |
|   |    |      | Алина Фёдорова       | 04.03.2006   |
|   |    |      | Арина Жупикова       | 31.10.2006   |

## Предсезонные матчи
| М | Команда          | И | В | Н | П | Мячи   | ±  | О  |
| - | ---------------- | - | - | - | - | ------ | -- | -- |
| — | «Крылья Советов» | 4 | 3 | 1 | 0 | 11 − 3 | +8 | 10 |

И — игры, В — выигрыши, Н — ничьи, П — проигрыши, Мячи — забитые и пропущенные голы, ± — разница голов, О — очки

кубок КНИТУ
| Дата       | Локация | Соперник 1              | Соперник 2     | Счёт | Голы КС                      | Источники |
| ---------- | ------- | ----------------------- | -------------- | ---- | ---------------------------- | --------- |
| 26.04.2021 | Казань  | КНИТУ (Казань)          | Крылья Советов | 1:5  | —3 Иванова · Дурнова · Гефко | [ 5 ]     |
| 27.04.2021 | Казань  | Академия Звезда (Пермь) | Крылья Советов | 1:3  | Руднева · Дурнова · Гефко    | [ 5 ]     |
| 29.04.2021 | Казань  | Сборная Казани          | Крылья Советов | 1:1  | Иванова                      | [ 6 ]     |
| 30.04.2021 | Казань  | Мирас (Казань)          | Крылья Советов | 0:2  | Дурнова · Дёгтева            | [ 7 ]     |

## Кубок России
| М | Команда          | И | В | Н | П | Мячи  | ±  | О |
| - | ---------------- | - | - | - | - | ----- | -- | - |
| ⅛ | «Крылья Советов» | 2 | 1 | 0 | 1 | 7 − 5 | +2 | 3 |

И — игры, В — выигрыши, Н — ничьи, П — проигрыши, Мячи — забитые и пропущенные голы, ± — разница голов, О — очки

| 1 июня 2021 1/16 финала | Ника (Нижний Новгород) | 0:7   | Крылья Советов                                                                              | Нижний Новгород   |
|                         |                        | отчёт | 39′ Иванова · 45+3′ Казиева · 49′ Руднева · 59′ Гусарова · 68′, 90+2′ Гефко · 82′ Корчагина | Стадион: Северный |

| 18 июня 2021 1/8 финала | Крылья Советов | 0:5   | Чертаново (Москва)                                           | Самара                                                          |
| |                | отчёт | 12′, 17′ Дубова · 42′ (пен.) Бессолова · 45+1′, 45+2′ Сёмина | Стадион: Металлург Зрителей: 150 Судья: Любовь Тарбеева (Киров) |
| Крылья Советов: Погосян, Гефко, Гусарова ( 87' Аверьянова), Дёгтева ( 25' 41'), Дурнова, Иванова ( 81' Романова), Лутфуллина ( 25' Казиева), Пономарёва, Руднева, Рябова, Черепанова · Чертаново (Москва): Пономарёва ( 46' Дудорова), Говор, Джиникашвили ( 72'), Семёнова, Андреева ( 46' Солонович), Белоусова, Бессолова ( 60' Тчато), Дубова, Новик, Сёмина ( 70' Абашилова), Тренькина ( 56' Захарова) |                |       |                                                              |                                                                 |

## Чемпионат России. Первая лига
зона «Центр», группа Б
| М | Команда             | И | В | Н | П | Мячи   | ±  | О |
| - | ------------------- | - | - | - | - | ------ | -- | - |
| 1 | «Химки-УОР»         | 3 | 2 | 1 | 0 | 11 − 4 | +7 | 7 |
| 2 | «Крылья Советов»    | 3 | 1 | 1 | 1 | 5 − 4  | +1 | 4 |
| 3 | «Строгино» (Москва) | 3 | 1 | 1 | 1 | 11 − 7 | +4 | 4 |

И — игры, В — выигрыши, Н — ничьи, П — проигрыши, Мячи — забитые и пропущенные голы, ± — разница голов, О — очки

| 16 июля 2021 1 тур | Крылья Советов | 1:1   | Ника (Нижний Новгород) | Самара                                    |
| 9:00 MSK | Гефко          | отчёт | Сеняева                | Стадион: Металлург (2 поле) Зрителей: 100 |
| Крылья Советов: Погосян ( 41' Прокопьева), Черепанова , Дёгтева, Дурнова, Пономарёва, Гефко, Рябова, Гусарова, Иванова, Лутфуллина ( 12' Чернышова), Руднева ( 41' Казиева) · Ника (Нижний Новгород): Летина, Кулагина ( 74' Атаева), Улыбина, Голубева ( 41' Шульпина), Коцур, Сонина, Солонинкина ( 54' Бакулина), Сеняева ( 64' Кирсанова), Бакулина, Ефремова , Тяжелова ( 54' Панина) |                |       |                        |                                           |

| 17 июля 2021 2 тур | Крылья Советов                          | 3:0   | Строгино (Москва) | Самара                                    |
| 11:00 MSK | Руднева 33′, 43′ · Дурнова 80+2′ (пен.) | отчёт |                   | Стадион: Металлург (2 поле) Зрителей: 100 |
| Крылья Советов: Погосян, Черепанова , Дёгтева, Дурнова, Пономарёва, Гефко, Чернышова ( 80' Аверьянова), Казиева ( 30' Руднева), Гусарова, Иванова, Рябова ( 80' Лутфуллина) · Строгино (Москва): Фаражоллах, Кольцова , Козлова, Сальникова ( 63' Саулина), Чернобий ( 41' Алешина), Смирнова, Пасохина ( 40' Филатова), Гейбшева, Зарубина, Кулешова ( 41' Мустафина), Ванькова |                                         |       |                   |                                           |

| 19 июля 2021 3 тур | Крылья Советов             | 1:3   | Химки-УОР                             | Самара                      |
| | Гефко 75′ · ---- · Дурнова | отчёт | 10′, 76′ Г.Жукова · 15′ (пен.) Петкус | Стадион: Металлург (2 поле) |
| Крылья Советов: Погосян, Черепанова , Дегтева ( 78' Аверьянова), Дурнова, Пономарева, Гефко, Гусарова, Черныешова, Казиева ( 9' Руднева), Иванова, Рябова · Химки-УОР: Гурьева, Шувалова, Савина, Бибикова, Сонгерлайнен, Стельмахова, А.Жукова ( 66' Литвиненко), Юкляева ( 61' Сорокина), Ишмухаметова ( 41' Первушина), Г.Жукова ( 78' Карамышева), Петкус |                            |       |                                       |                             |

зона «Центр»
| М | Команда             | И | В | Н | П | Мячи    | ±   | О  |
| - | ------------------- | - | - | - | - | ------- | --- | -- |
| 1 | «Химки-УОР»         | 7 | 6 | 1 | 0 | 29 − 6  | +23 | 19 |
| 2 | «Строгино» (Москва) | 7 | 5 | 1 | 1 | 29 − 8  | +21 | 16 |
| 3 | «Крылья Советов»    | 7 | 4 | 2 | 1 | 13 − 5  | +8  | 14 |
| 4 | «Уфа»               | 7 | 3 | 2 | 2 | 7 − 7   | 0   | 11 |
| 5 | «Ника»              | 7 | 2 | 1 | 4 | 11 − 21 | −10 | 7  |

И — игры, В — выигрыши, Н — ничьи, П — проигрыши, Мячи — забитые и пропущенные голы, ± — разница голов, О — очки

| 25 августа 2021 4 тур | Крылья Советов           | 2:1 | Урал-УРФА (Екатеринбург) | Большой Суходол (Нижегородская область) |
| 9:00 MSK              | Рябова 49′ · Дёгтева 90′ |     |                          | Стадион: Море спорта                    |

| 26 августа 2021 5 тур | Крылья Советов | 0:0 | Уфа | Большой Суходол (Нижегородская область) |
| 16:00 MSK             |                |     |     | Стадион: Море спорта                    |

| 28 августа 2021 6 тур | Крылья Советов | 1:0 | СШ Вахитовского района (Казань) | Большой Суходол (Нижегородская область) |
| 15:45 MSK             | Гефко          |     |                                 | Стадион: Море спорта                    |

| 29 августа 2021 7 тур | Крылья Советов                                                | 5:0 | Мирас (Казань) | Большой Суходол (Нижегородская область) |
| 13:30 MSK             | Иванова 10′, 42′ · Лутфуллина 17′ · Дурнова 61′ · Руднева 70′ |     |                | Стадион: Море спорта                    |

зона «Центр». Финал
| М | Команда             | И | В | Н | П | Мячи    | ±   | О  |
| - | ------------------- | - | - | - | - | ------- | --- | -- |
| 1 | «Химки-УОР»         | 6 | 5 | 1 | 0 | 24 − 5  | +19 | 16 |
| 2 | «Крылья Советов»    | 6 | 3 | 1 | 2 | 11 − 8  | +3  | 10 |
| 3 | «Строгино» (Москва) | 6 | 2 | 1 | 3 | 18 − 15 | +3  | 7  |
| 4 | «Уфа»               | 6 | 0 | 1 | 5 | 4 − 29  | −25 | 1  |

И — игры, В — выигрыши, Н — ничьи, П — проигрыши, Мячи — забитые и пропущенные голы, ± — разница голов, О — очки

| 19 сентября 2021 8 тур | Крылья Советов               | 3:1 | Строгино (Москва) | Казань                    |
|                        | Гефко 27′ · Руднева 57′, 65′ |     | №2 56′            | Стадион: Трудовые резервы |

| 20 сентября 2021 9 тур | Крылья Советов | 0:2 | Химки-УОР                 | Казань                    |
|                        |                |     | 12′ Петкус · 52′ Г.Жукова | Стадион: Трудовые резервы |

| 22 сентября 2021 10 тур | Крылья Советов | 4:2 | Уфа | Казань                    |
|                         |                |     |     | Стадион: Трудовые резервы |

Финал. Группа А
| М | Команда                     | И | В | Н | П | Мячи   | ±  | О  |
| - | --------------------------- | - | - | - | - | ------ | -- | -- |
| 1 | «Строгино» (Москва)         | 4 | 3 | 1 | 0 | 9 − 2  | +7 | 10 |
| 2 | «Крылья Советов»            | 4 | 2 | 2 | 0 | 3 − 1  | +2 | 8  |
| 3 | «Байкал» (Иркутск)          | 4 | 1 | 1 | 2 | 3 − 8  | −5 | 4  |
| 4 | «Новосибирск-Ж»             | 4 | 1 | 0 | 3 | 6 − 10 | −4 | 3  |
| 5 | «Академия футбола» (Тамбов) | 4 | 1 | 0 | 3 | 8 − 8  | 0  | 3  |

И — игры, В — выигрыши, Н — ничьи, П — проигрыши, Мячи — забитые и пропущенные голы, ± — разница голов, О — очки

| 10 октября 2021 11 тур | Крылья Советов                 | 2:1   | Академия футбола (Тамбов) | Широкая Балка, Новороссийск |
| 11:00 MSK              | Дурнова 12′ (пен.), 78′ (пен.) | отчёт | 65′ Соболева              | Стадион: УТБ БутКэмп        |

| 11 октября 2021 12 тур | Крылья Советов | 0:0   | Строгино (Москва) | Широкая Балка, Новороссийск |
| 11:00 MSK              |                | отчёт |                   | Стадион: УТБ БутКэмп        |

| 13 октября 2021 13 тур | Крылья Советов | 0:0 | Байкал (Иркутск) | Широкая Балка, Новороссийск |
| 11:00 MSK              | Дурнова 70′    |     |                  | Стадион: УТБ БутКэмп        |

| 15 октября 2021 14 тур | Крылья Советов | 1:0 | Новосибирск-Ж | Широкая Балка, Новороссийск |
| 11:00 MSK              |                |     |               | Стадион: УТБ БутКэмп        |

Финал. Турнир за 1-5 место
| М | Команда                  | И | В | Н | П | Мячи   | ±  | О |
| - | ------------------------ | - | - | - | - | ------ | -- | - |
| 1 | «Строгино» (Москва)      | 4 | 2 | 1 | 1 | 10 − 3 | +7 | 7 |
| 2 | «Байкал» (Иркутск)       | 4 | 2 | 1 | 1 | 4 − 5  | −1 | 7 |
| 3 | «Крылья Советов»         | 4 | 1 | 3 | 0 | 7 − 3  | +4 | 6 |
| 4 | «Химки-УОР»              | 4 | 1 | 1 | 2 | 5 − 6  | −1 | 4 |
| 5 | «Юнона» (Ростов-на-Дону) | 4 | 1 | 0 | 3 | 3 − 12 | −9 | 3 |

И — игры, В — выигрыши, Н — ничьи, П — проигрыши, Мячи — забитые и пропущенные голы, ± — разница голов, О — очки

| 16 октября 2021 15 тур | Крылья Советов                                   | 5:1 | Юнона (Ростов-на-Дону) | Широкая Балка, Новороссийск |
| 11:00 MSK | Руднева 9′, 22′, 34′ · Дёгтева 30′ · Иванова 68′ |     | 20′ Федишина           | Стадион: УТБ БутКэмп        |
| Крылья Советов: Прокопьева, Черепанова ( 76' Чудилина), Дёгтева, Дурнова, Пономарёва, Колоскова, Гефко, Рябова ( 76' Казиева), Иванова, Гусарова, Руднева |                                                  |     |                        |                             |

| 18 октября 2021 16 тур | Крылья Советов             | 2:2 | Химки-УОР                        | Широкая Балка, Новороссийск                    |
| 13:00 MSK | Руднева 65′ · Гусарова 74′ |     | 55′ (пен.) Петкус · Сорокина 79′ | Стадион: УТБ БутКэмп Судья: Афанасьева (Курск) |
| Крылья Советов: Прокопьева, Иванова, Рябова, Гусарова 54', Дурнова, Дёгтева, Пономарёва, Черепанова 55', Солодухина ( 61' Шатилова), Гефко, Руднева · Химки-УОР: Комракова, Сонгерлайнен, Бибикова, Юкляева ( 58' А.Жукова), Г.Жукова, Ишмухаметова, Савина, Шувалова, Стельмахова, Первушина, Становова ( 27' Петкус) |                            |     |                                  |                                                |

## Голы
| №. | Нац.        | Позиция | Игрок             | Всего | Всего | Чемпионат | Чемпионат | Кубок | Кубок | КНИИТУ | КНИИТУ |
| №. | Нац.        | Позиция | Игрок             | Игры  | Голы  | Игры      | Голы      | Игры  | Голы  | Игры   | Голы   |
| -- | ----------- | ------- | ----------------- | ----- | ----- | --------- | --------- | ----- | ----- | ------ | ------ |
|    | Флаг России | Нап     | Анастасия Руднева | -0    | 11    | -         | 9         | -     | 1     | -      | 1      |
|    | Флаг России | Защ     | Полина Гефко      | -0    | 8     | -         | 4         | -     | 2     | -      | 2      |
|    | Флаг России | ПЗ      | София Иванова     | -0    | 8     | -         | 3         | -     | 1     | -      | 4      |
|    | Флаг России | Защ     | Мария Дурнова     | -0    | 7     | -         | 4         | -     | 0     | -      | 3      |
|    | Флаг России | Защ     | Марина Дёгтева    | -0    | 3     | -         | 2         | -     | 0     | -      | 1      |
|    | Флаг России | Защ     | Полина Гусарова   | -0    | 2     | -         | 1         | -     | 1     | -      | -      |
|    | Флаг России | ПЗ      | Алина Лутфуллина  | -0    | 1     | -         | 1         | -     | -     | -      | -      |
|    | Флаг России | Нап     | Юлия Рябова       | -0    | 1     | -         | 1         | -     | -     | -      | -      |
|    | Флаг России | ПЗ      | Сабина Казиева    | -0    | 1     | -         | 0         | -     | 1     | -      | -      |
|    | Флаг России | ПЗ      | Дарья Корчагина   | -0    | 1     | -         | 0         | -     | 1     | -      | -      |
|    | Флаг России |         | неизвестно        | -0    | 5     | -         | 5         | -     | -     | -      | -      |